# Телекомунікаційна стійка

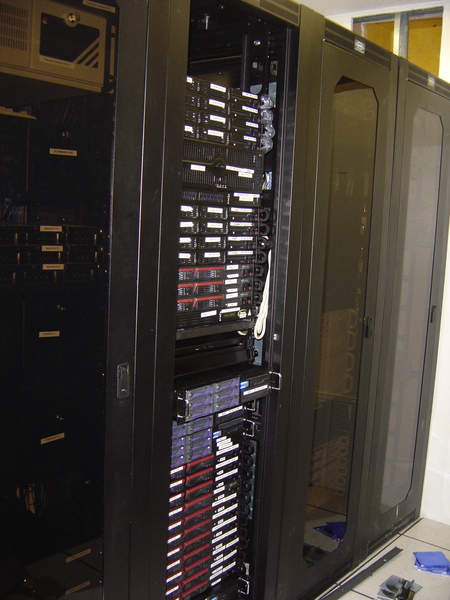
Сервери Фонду Вікімедіа встановлені в стандартну 19-дюймову стійку

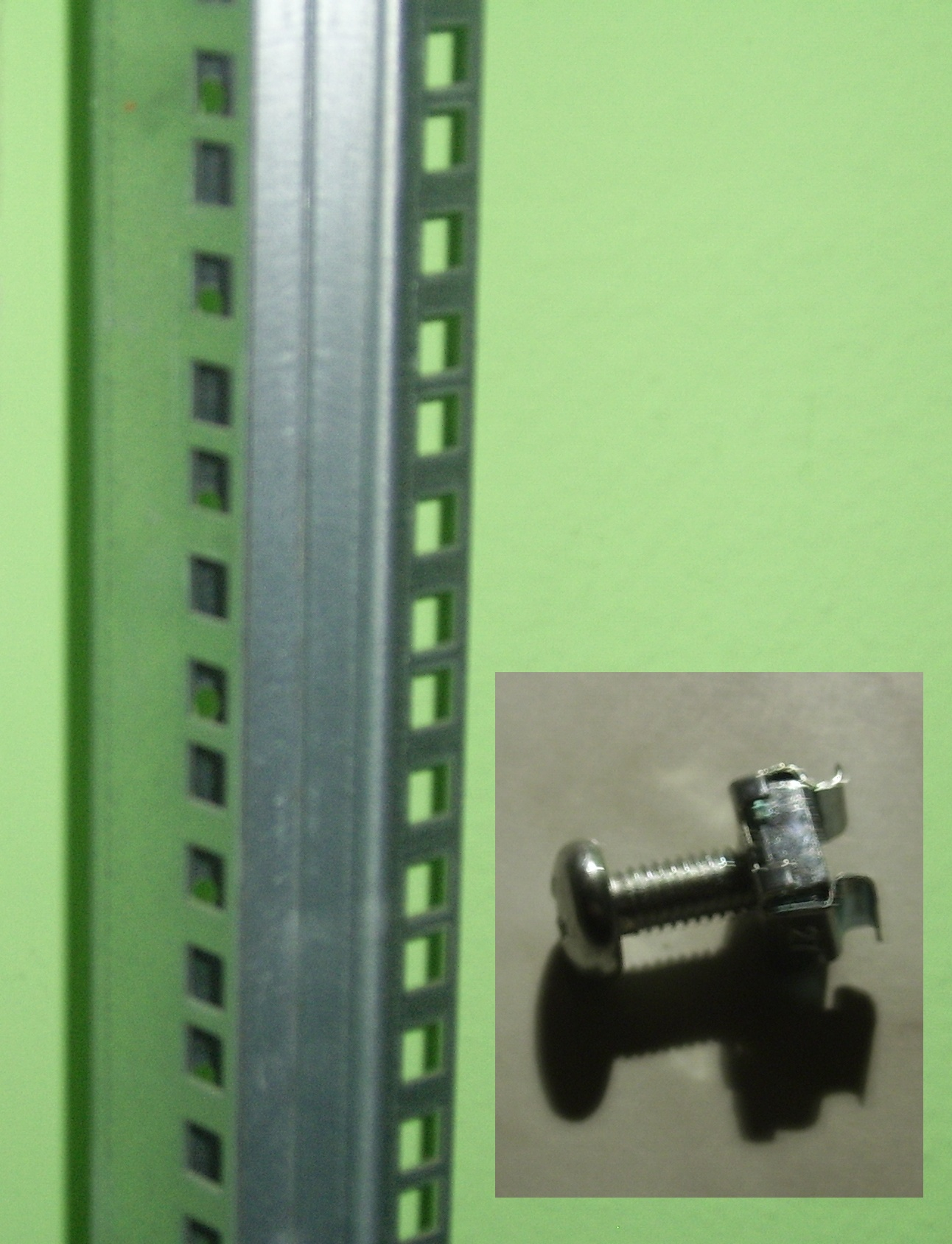
Найпоширеніший варіант кріплення — квадратна гайка М6 в кріпленні на засувці з гвинтом

Розташування отворів для кріплення обладнання на вертикальних напрямних у 19-дюймовій стійці

Сті́йка телекомунікаці́йна — конструкція каркасного типу, призначена для зручного, компактного, технологічного і безпечного кріплення телекомунікаційного обладнання: серверів, маршрутизаторів, модемів, телефонних станцій.
Відкриті монтажні телекомунікаційні стійки є альтернативою монтажним шафам. Монтажні стійки бувають 3-х виконань:
- однорамні;
- дворамні (конструкція стійок дозволяє встановлювати важке обладнання на чотириточкову фіксацію, що підвищує їх стійкість і ступінь навантаження);
- серверні (спеціально розроблені для встановлення в них серверного обладнання); їх характерною особливістю є підвищена жорсткість і міцність конструкції, оптимальна вага, можливість установки додаткових компонентів.

## Конструкція стійки
Розміри стійки визначені: ширина — 482,6 мм (19 дюймів), глибина — вибирається з ряду 600 мм, 800 мм, 900 мм і більше і залежить від глибини, яка необхідна. Іноді застосовується спеціальна ширина — 23 або 10 дюймів.
У стійку монтується обладнання в спеціально призначених для цього корпусах, так званому «rackmount»-виконанні (від англ. rack — «полиця, підставка» + mount — «монтувати»). Такі корпуси мають ширину 17,75 дюйма (45,085 см), висоту кратну цілому числу юнітів і місця для кріплення стандартизованого розташування. Комп'ютер у звичайному корпусі (наприклад, «MiniTower» встановлений на бік) також може бути встановлений в стійку за допомогою додаткових конструктивних елементів (піддонів, рейок), але це практикується рідко.

## Юніт
Кріпильні отвори в стійці відповідають кріпильним елементам на фронтальній площині обладнання, що монтується у стійку і розташовуються на вертикальних елементах стійки з періодом в 1,75 дюйма (44,45 мм). Ця величина задає дискретність розміру устаткування по висоті і утворює одиницю виміру, звану стійковим юнітом («U»). Таким чином, для впорядкування розміщення обладнання в стійці, переважно використовувати корпуси обладнання які мають висоту кратну цілому число юнітів.

## Монтаж обладнання
Зазвичай обладнання, яке встановлюється в стійку, має висоту передньої частини на 1/32 дюйма меншу, ніж визначено одиницею 1U. Тому, висота 1U встановленого в стійку обладнання становить 1,719 дюйма (43,7 мм), а не 1,75 дюйма (44,4 мм). Таким чином, висота 2U обладнання становлять 3,469 дюйма (88,1 мм) замість 3,5 дюйма (88,9 мм). Цей зазор дозволяє виділити трохи місця вище і нижче встановленого в стійку обладнання, що дозволяє вийняти/встановити обладнання у відсік без обов'язкового вилучення сусіднього (зверху/знизу) обладнання.
450 мм — максимально можлива ширина для пристроїв, які можна встановити в шафу, або покласти на полицю. Максимальна ширина обладнання з кронштейнами — 482 мм. Відстань між осями отворів кріплення устаткування гвинтами до профілів — 465 мм.
Отвори в стійці для кріплення устаткування можуть бути без спеціальних пристосувань (у такому випадку потрібні болти з гайками), можуть мати власну різьбу, або мати вигляд перфорації квадратної форми для установки спеціальних квадратних гайок в обоймі з пружинної сталі (останній тип стійок отримав найбільше розповсюдження). У більшості моделей також передбачено кріплення заднього краю обладнання та монтаж усередині стійки висувних конструкцій на базі горизонтальних рейок для особливо важкого/глибокого обладнання.
Зазвичай телекомунікаційні стійки випускають серіями цільового призначення, заздалегідь поєднують в собі додаткові приналежності: системи кондиціонування (починаючи з простих блоків вентиляторів до автономних спліт-систем), електроживлення, різноманітні дверцята (в тому числі з замками), полиці, додаткові зовнішні індикатори, розподільник живлення та інші пристосування.

## Назви та призначення стійок
Подібні телекомунікаційні стійки з'явилися в західних країнах і мають розміри в стандартних одиницях, які застосовувалися на момент їх появи, — дюймах. Внаслідок цього вони мають назву 19-дюймові стійки. Спочатку стійки призначалися для розміщення реле залізничної семафорної сигналізації, тому на Заході часто досі вони мають свою початкову назву — релейні стійки (англ. relay rack від relay — «реле» та rack — «стійка»). Стійки описаного 19-дюймового стандарту використовувалися у всіх країнах з середини XX століття для телефонних станцій, іншого комунікаційного, акустичного, а також наукового обладнання. У цей час з'явилася назва «телекомунікаційні стійки». Пізніше в нашій країні при активному використанні даних стійок в індустрії аудіовідеоінтеграції вкоренилися і стійко вживаються також тавтологічні назви «рекові стійки» або «рекові шафи», хоча стандартна назва — телекомунікаційна шафа.
Телекомунікаційними стійками оснащуються датацентри, серверні кімнати та комунікаційні шафи. Типи професійного обладнання, яке виробляється промисловістю в 19" корпусах і встановлюється в телекомунікаційні стійки:
- Телекомунікаційне обладнання
- IT-обладнання
- Промислові комп'ютери
- Обладнання систем управління та промислової автоматизації
- Вбудовувані джерела безперебійного живлення
- Розподільники живлення центрів обробки даних (ЦОД)
- Системи віддаленого IP моніторингу ЦОД
- Професійне музичне обладнання (синтезатори, процесори ефектів і т. ін.)
- Обладнання аудіоконференцзв'язку і синхронного перекладу мови
- Обладнання відеоконференцзв'язку
- Професійне аудіообладнання (цифрові аудіоплатформи, мікшери, аудіокоммутатори, підсилювачі і т. ін.)
- Професійне відеообладнання (відеокомутатори, відеопроцесори, масштабатори відеосигналу і т. ін.)
- Професійні аудіо та відеотехніка (DVD-плеєри, відеосервери, CD-рекордери і т. ін.)
- Обладнання відеоспостереження (відеореєстратори, декодери, сервери і т. ін.)
- Професійне керуюче та силове обладнання для театрального постановочного освітлення.

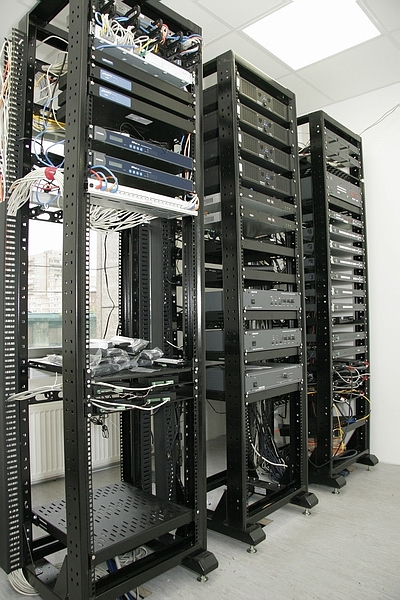
Центральне обладнання систем сучасного конференц-залу, розташоване в серверній кімнаті. Докладніше див. в описі зображення

## Стандарти і специфікації
19-дюймова (482,6 мм) стійка описана в наступних документах:
ГОСТ
- ГОСТ 28601.1-90
- ГОСТ 28601.2-90
- ГОСТ 28601.3-90

Альянс Індустріальної Електроніки (EIA)
- EIA-310-D, Шафи, стійки, панелі і пов'язане обладнання. Дата вересня 1992 року. (Остання версія Now REV E 1996)

Асоціація Споживчої Електроніки
- CEA-310-E Вимоги до розробки шаф, панелей, стійок і кошиків. Датовані 14 грудня 2005.

Документи Міжнародної комісії з електротехніки (IEC)
Доступні у версіях французькою та англійською мовами.
- IEC 60297 Механічні конструкції для електронного обладнання — Розміри механічних конструкцій серії 482,6 мм (19 дюймів)
- IEC 60297-1 Замінений на IEC 60297-3-100
- IEC 60297-2 Замінений на IEC 60297-3-100
- IEC 60297-3-100 Частина 3-100: Базові розміри фронтальних панелей, кошиків, шасі, стійок і шаф
- IEC 60297-3-101 Частина 3-101: Кошики та пов'язані настановні модулі
- IEC 60297-3-102 Частина 3-102: Рукоятки для установки / виймання
- IEC 60297-3-102 Частина 3-103: Блокування на ключ і суміщення штиркових виводів
- IEC 60297-3-104 Частина 3-104: З'єднувач залежного інтерфейсу: розміри кошиків та знімних пристроїв
- IEC 60297-3-105 Частина 3-105: Розміри і конструкторські аспекти для 1U шасі
- IEC 60297-4 Замінений на IEC 60297-3-102

IEC 60297-5 множина документів, -100, 101, 102, … 107, Замінені на IEC 60297-3-101
Deutsches Institut für Normung, DIN
Документи німецькою мовою, але деякі документи доступні англійською.
- DIN 41494 Навчальне обладнання для електронної апаратури, механічні конструкції серії 482,6 мм (19 дюймів)
- DIN 41494-7 Розміри шаф і комплектів стійок.
- DIN 41494-8 Компоненти фронтальних панелей; умови монтажу, розміри
- DIN IEC 60297-3-100 (див. вище в розділі IEC)